# Abraham Wolff (Mathematiker)

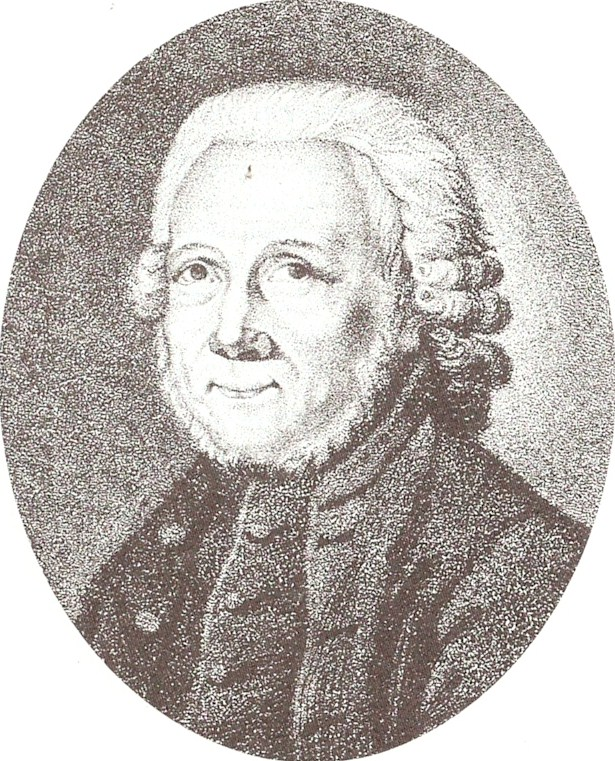
Abraham Wolff (1797), Schabkunstblatt von Benedict Heinrich Bendix

Abraham Joseph ben Simon Wolff Metz (auch Wulff) (* um 1710 in Frankfurt am Main; † 4. November 1795 in Berlin) war ein jüdischer Mathematiker („Rechenmeister“) in Berlin.

## Leben
Wolff war ein von Euler und Lambert hochgeschätzter Mathematiker. Experten vermuten, dass Wolff die letzte Lücke in Eulers Fermat-Zahl-Theorem gelöst hat.
Seit 1770 arbeitete er als Calculator in der seit 1762 von Veitel Heine Ephraim geführten Gold- und Silbermanufaktur. Er bewohnte zu dieser Zeit ein Zimmer im Hause des Philosophen und jüdischen Aufklärers Moses Mendelssohn, war dessen Freund und Gesprächspartner bei algebraischen und geometrischen Problemen und Lehrer seiner Kinder. Er ist vermutlich der Verfasser eines mathematischen Lehrbuches auf Hebräisch.
Gotthold Ephraim Lessing nahm Wolff als Vorbild für seine Figur des Derwischs Al Hafi in seinem Werk Nathan der Weise. Zwischen Moses Mendelssohn und Johann Jacob Engel ist folgender Dialog wiedergegeben: „Wer ist dieser Abraham Wolff? – Einer meiner jüdischen Freunde. Kein eigentlicher Gelehrter, aber ein Mann von ungemeinem Talent für Mathematik. … Kann man ihn kennenlernen, den Mann? – O ja! durch Lessing. – Durch Lessing? Der ist ja nicht hier. – Aber sein Nathan ist hier. Lesen Sie die Rolle Al Hafis, und Sie haben von meinem guten Abraham Wolff, der ihm wirklich zu dieser Rolle gesessen hat, den ganzen Charakter, die ganze Seele. An dem äußeren Ansehen des Guten, Wilden, Edlen, wie Nathan seinen Al Hafi nennt, kann Ihnen nicht liegen.“